# Proceratophrys huntingtoni
Espèce
Proceratophrys huntingtoni est une espèce d'amphibiens de la famille des Odontophrynidae.

## Répartition
Cette espèce est endémique du Mato Grosso au Brésil.

## Description
Les 14 spécimens adultes mâles observés lors de la description originale mesurent entre 31,75 mm et 38,67 mm de longueur standard et les 8 spécimens adultes femelles observés lors de la description originale mesurent entre 33,04 mm et 45,69 mm de longueur standard.

## Étymologie
Cette espèce est nommée en l'honneur de Herbert Huntington Smith.

## Publication originale
- Ávila, Pansonato & Strüssmann, 2012 : A new species of Proceratophrys (Anura: Cycloramphidae) from midwestern Brazil. Journal of Herpetology, vol. 46, no 4, p. 466-472.